# John Stuart (comte de Mar)
 (août 2025).
Si vous disposez d'ouvrages ou d'articles de référence ou si vous connaissez des sites web de qualité traitant du thème abordé ici, merci de compléter l'article en donnant les références utiles à sa vérifiabilité et en les liant à la section « Notes et références ».
Pour les articles homonymes, voir John Stuart et Stuart.
John Stuart, comte de Mar et Garioc (né en 1457, mort en 1479) est un fils du roi Jacques II d'Écosse qui reçoit le titre de comte de Mar et Garioch en 1458-1459.

## Biographie
John Stuart le 4e et plus jeune fils du roi Jacques II d'Écosse et de son épouse Marie de Gueldre naît probablement vers juillet 1457. Entre le 21 juin 1458 et le 25 juin 1459 il reçoit les titre de comte de Mar et Garioch. Il participe au Parlement qui se tient à Édimbourg  en mars 1479 et meurt célibataire peu après. Le bruit courut qu'il avait été tué sur ordre de son frère le roi Jacques III d'Écosse mais il est probable que son décès soit lié à une cause naturelle .